# Choboch
Choboch (ros. Хобох) – wieś w Rosji, w Dagestanie, w rejonie tlaratińskim. W 2010 liczyła 108 mieszkańców, głównie Awarów.